# Bezumnyj den' inženera Barkasova
Bezumnyj den' inženera Barkasova (Безумный день инженера Баркасова) è un film del 1983 diretto da Nikolaj Lyrčikov.

## Trama
Il film racconta dell'ingegnere Barkasov che attraversa avventure ridicole.